# Роз, Сириль
Сириль Роз (фр. Cyrille Rose; 13 февраля 1830, Лестрам, департамент Па-де-Кале — 1902 или 1903) — французский кларнетист и музыкальный педагог.

## Биография
Окончил Парижскую консерваторию в 1847 году, ученик Гиацинта Клозе. Сравнительно мало концертировал как солист (известно лишь его турне по Германии в 1852 году), однако был одним из авторитетнейших оркестровых исполнителей Франции, солистом оркестра Парижской оперы (1857—1891) и одновременно концертного общества Парижской консерватории (1857—1871); считается, что с Розом консультировались при написании кларнетных партий Шарль Гуно и Жюль Массне.
В 1876—1900 гг. Сириль Роз был профессором Парижской консерватории. Среди его учеников — ведущие французские исполнители: Луи Каюзак, Поль Жанжан, Проспер Мимар. Свои сольные пьесы, написанные для выпусков Парижской консерватории, посвятили Розу Шарль Мари Видор, Августа Холмс и Жорж Марти. Роз опубликовал два сборника этюдов: 32 этюда, представляющие собой аранжировку сборника этюдов для гобоя Франца Вильгельма Ферлинга, и 40 этюдов, полностью оригинальных.